# Ivana Lisjak
Ivana Lisjak (Čakovec, 17 de março de 1987) é uma ex-tenista profissional croata, atingiu o Top 100 da WTA, sendo 95°, em junho de 2006.

## ITF Circuito títulos

### Simples: 15 (7-8)
| $100,000 torneios |
| $75,000 torneios  |
| $50,000 torneios  |
| $25,000 torneios  |
| $10,000 torneios  |

| Posição | N.  | Data              | Torneio                        | Piso     | Oponente           | Placar           |
| Vice    | 1.  | Outubro 7, 2002   | Makarska, Croácia              | Saibro   | Tina Hergold       | 4–6, 2–6         |
| Campeã  | 2.  | Outubro 13, 2002  | Makarska, Croácia              | Saibro   | Tina Hergold       | 7–6(5), 5–7, 6–3 |
| Vice    | 3.  | Abril 28, 2003    | Maglie, Itália                 | Saibro   | Lenka Němečková    | 7-5, 1-6, 6-7    |
| Vice    | 4.  | Março 27, 2005    | Redding, EUA                   | Duro     | Lucie Safarova     | 2-6, 3-6         |
| Vice    | 5.  | Abril 19, 2005    | Bol, Croácia                   | Saibro   | Sanja Ancic        | 5-7, 4-6         |
| Winner  | 6.  | Maio 22, 2005     | Caserta, Itália                | Saibro   | Olga Blahotová     | 6–3, 7–5         |
| Campeã  | 7.  | Junho 19, 2005    | Gorizia, Itália                | Saibro   | Alice Canepa       | 6–2, 6–3         |
| Vice    | 8.  | Novembro 20, 2006 | Poitiers, França               | Duro     | Aravane Rezai      | 6-7, 1-6         |
| Vice    | 9.  | Junho 05, 2007    | Zagreb, Croácia                | Saibro   | Kyra Nagy          | 6-2, 6-7, 2-6    |
| Vice    | 10. | Dezembro 15, 2007 | Valasske Mezirici, Rep. Tcheca | Duro (i) | Petra Kvitova      | 4-6, 0-6         |
| Campeã  | 11. | Junho 7, 2009     | Sarajevo, Bosnia e Herzegovina | Saibro   | Ana Jovanović      | 6–0, 7–6(10)     |
| Campeã  | 12. | Junho 21, 2009    | Monteroni, Itália              | Saibro   | Claudia Giovine    | 6-4 6-2          |
| Campeã  | 13. | Outubro 3, 2010   | Clermont-Ferrand, França       | Duro (i) | Iryna Brémond      | 6–4, 6–1         |
| Campeã  | 14. | Outubro 10, 2010  | Limoges, França                | Duro     | Yuliya Beygelzimer | 6–0, 6–3         |
| Vice    | 15. | Julho 08, 2013    | Yakima, EUA                    | Duro     | Nicole Gibbs       | 1-6, 4-6         |

### Duplas: 7 (1-6)
| Posição | N. | Data               | Torneio                        | Piso        | Parceira                | Oponente                         | Placar        |
| Vice    | 1. | Abril 19, 2005     | Bol, Croatia                   | Saibro      | Sanja Ancic             | Mari Andersson Kristina Andlovic | 3-6, 2-6      |
| Campeã  | 2. | Maio 1, 2005       | Cavtat, Croácia                | Saibro      | Korina Perkovic         | Meta Sevšek Ana Skafar           | 6–4 7–6(2)    |
| Vice    | 3. | Maio 22, 2005      | Caserta, Itália                | Saibro      | Nadja Pavic             | Olga Vymetalkova Soledad Esperon | 5-7, 5-7      |
| Vice    | 4. | Dezembro 14, 2007  | Valašské Meziříčí, Rep. Tcheca | Duro (i)    | Darija Jurak            | Andrea Hlaváčková Lucie Hradecká | 2–6, 1–6      |
| Vice    | 5. | Fevereiro 11, 2008 | Stockholm, Suécia              | Duro (i)    | Neda Kozic              | Johanna Larsson Anna Smith       | 0-6, 5-7      |
| Vice    | 6. | Fevereiro 22, 2008 | Capriolo, Itália               | Carpete (i) | Darija Jurak            | Kelly Anderson Sarah Borwell     | 6–7(7), 4–6   |
| Vice    | 7. | Março 28, 2011     | Monzón, Espanha                | Duro        | Margalita Chakhnashvili | Elena Bovina Valeria Savinykh    | 1-6, 6-2, 4-6 |